# Beau Jocque
Andrus Espre, dit Beau Jocque, était un chanteur, accordéoniste de Zydeco, né le 1er novembre 1953, mort le 10 septembre 1999 à Kinder (Louisiane).

## Biographie
Né Andrus Espre à Duralde, dans la Louisiane, il joue la guitare et la tuba dès son jeune âge. Son père, Sandrus « Tee Toe » Espre, est un accordéoniste de musique cadienne. Malgré l'occupation de son père, le jeune Andrus est plutôt influencé par des groupes rock et funk comme War, ZZ Top, Stevie Ray Vaughan, James Brown, Sly and the Family Stone et Santana,.
Dans son adolescence il est engagé dans l'armée de l'air. En 1987, il devient partiellement paralysé alors qu'il travaille comme électricien et soudeur. Pendant ses dix mois de convalescence, il prend le mélodéon de son père et change de carrière.
En 1991, il forme les Zydeco Hi-Rollers et enregistre avec eux son premier album, Beau Jocque Boogie, chez Rounder Records. Le groupe est formé par Beau Jocque à l’accordéon et la voix, Chuck Bush à la basse, Steve Charlot à la batterie, et Ray Johnson à la guitare.
En 1995, lors d'une tournée aux côtés de Marcia Ball et Steve Riley and The Mamou Playboys, il est victime d'une crise cardiaque à Austin, au Texas. Quatre années plus tard, le 10 septembre 1999, Beau Jocque meurt chez-lui aux suites d'une deuxième crise cardiaque. Il est alors âgé de 45 ans. 
Avec sa femme, Michelle Jocque, il a deux enfants : Andrus Adrian et Justin Travis.

## Discographie

### Albums studio
- Beau Jocque Boogie (Rounder, 1991)
- My Name is Beau Jocque (Paula Records, 1992)[6]
- Pick up on This (Rounder, 1994)
- Git it Beau Jocque (Rounder, 1995)
- Gonna Take You Downtown (Rounder, 1996)
- Check it Out, Lock it In, Crank it Up (Rounder, 1998)
- Zydeco Giant (Mardi Gras Records, 1999)
- I'm Coming Home (Mardi Gras Records, 1999)

### EP
- Beau Jocque's Nursery Rhyme (Beau Jocque Music, 1993)